# Dorothea Fundgrube
Dorothea war ein Bergwerk hauptsächlich auf Silber am Hinteren Rabenberg im Bergamtrevier Johanngeorgenstadt im westlichen Erzgebirge auf der Flur der heutigen Gemeinde Breitenbrunn/Erzgeb.

## Geschichte
Das im 18. Jahrhundert gemutete Bergwerk bestand zunächst aus einer Fundgrube und einem Erbstolln an der Ostseite des Hinteren Rabenberges. Das Stollnmundloch befand sich unweit des heute Großer Ortsbach benannten Ortbaches. Im ausgehenden 18. Jahrhundert entwickelte sich der Abbau durch Vortrieb eines zweiten Stollns zur Aufschließung des östlichen Teils des Rabenberges. Die Fusion mit der Erhalten Glück Fundgrube, Trost in Not Fundgrube, Abraham Fundgrube, Regina Fundgrube und Osterfreude Fundgrube wurde nach einigen Jahren wieder aufgegeben.
Unter dem Johanngeorgenstädter Schichtmeister Gottlob Traugott Gündel (1775–1843) wurden der Tiefe und Obere Dorothea Stolln gemeinsam mit der Valerian Fundgrube, der Regina Fundgrube und Maßen, der Osterfreude Fundgrube und der Karl Fundgrube an ihn verliehen, wodurch ab 1818 dieses bergmännische Unternehmen den Namen Valerian Fundgrube führte. Am 8. August 1829 wurde das Dorotheer Zechenhaus nebst dazugehörigen Pochplatz von Johanne Christiane verw. Schmidt und Johanne Christiane Caroline Wagner an Christiane Friedericke Ullmann geb. Schmidt verkauft. Sie hatten das Zechenhaus gemeinsam geerbt und letztere übernahm es nun.
Im Jahre 1884/8 wurde das Huthaus der Fundgrube Valerian, das im Volksmund in Erinnerung an den alten Namen Dorothee genannt wurde, abgerissen. Nach dem Zweiten Weltkrieg wältigte die Wismut AG die alten Grubenbaue wieder auf und betrieb hier die Schachtverwaltung 253.